# 百福院
百福院位於四川省遂寧市船山區，文物遺址年代判定為明。2012年7月16日公佈為第八批四川省文物保護單位。
百福院位於四川省遂寧市船山區鎮江寺街道辦事處百福社區天上街百福巷。建於明洪武年間（1368-1398），坐東北朝西南。素面台基高0.1公尺，抬梁式梁架，六架椽屋三櫞袱前後櫞袱剳牽用四柱，單簷歇山頂，小青瓦屋面。簷下施斗拱20攢，前簷角科為五踩斗拱，後簷角科及柱頭科為三踩斗拱。面闊三間12.1公尺，進深三間12.4公尺，通高7.7公尺。該殿形制古樸，用料粗大，建築精美，具有元代建築風格，是研究元未明初古建築藝術的實物史料，具有重要文物價值。1988年，百福院被遂寧市人民政府公佈為市級文物保護單位。